# Mlakar
Mlakar je slovensko i hrvatsko prezime, koje se najčešće pojavljuje u Zagrebu, Varaždinu, Trnovcu i u Krapinu.

## Osobe s prezimenomMlakar
- Dalibor Mlakar (rođ. 1975.), hrvatski nogometni sudac
- Davorin Mlakar (rođ. 1958.), hrvatski pravnik i političar
- Oliver Mlakar (rođ. 1935.), hrvatski TV-voditelj i spiker